# Ethel Moustacchi
Ethel Moustacchi, née le 21 août 1933 au Caire en Égypte et morte le 13 décembre 2016 à Paris 14e,, est une chercheuse en biologie moléculaire et radiobiologie, directrice de recherche au CNRS.

## Biographie
Ethel Moustacchi est née en Égypte, fille de parents grecs francophones. Elle suit sa scolarité à la Mission laïque française au Caire et vient en France en septembre 1951 pour commencer ses études supérieures tout d'abord à Montpellier puis à la faculté des sciences de Paris où elle commence ses études de chimie et de biologie. Elle intègre ensuite l'École nationale supérieure de chimie de Paris, puis en 1954 l'Institut du radium (futur Institut Curie) où elle effectuera l'essentiel de sa carrière. Elle suit l'enseignement de Boris Ephrussi. Recrutée par le CNRS en 1959, elle débute sous la direction de Raymond Latarjet une thèse sur « les facteurs de radiorésistance de la levure », soutenue en 1964. Elle part en post-doc et collabore avec Donald Williamson dans le laboratoire de Herschel Roman à l'université de l'État de Washington à Seattle. En 1966, elle prend la direction du laboratoire de radiobiologie, sur le campus de la faculté des sciences d'Orsay, qui est une antenne locale de l'Institut du radium, et consacre son travail à l'étude des lésions de l'ADN. En 1985, elle revient sur le site de Paris de l'Institut Curie, prenant la succession du laboratoire de Raymond Latarjet et s'intéresse aux mécanismes de la mutagenèse et de la réparation de l'ADN par l'approche physiopathologique des cancers chimio- et radio-induits. Elle assure la direction de l'unité mixte CNRS/Institut Curie UMR218 jusqu'à sa retraite en 1998. À partir de 1995, elle devient conseillère scientifique pour la biologie au Commissariat à l'énergie atomique et aux énergies alternatives.
En 2011, Ethel Moustacchi reçoit pour l'ensemble de ses travaux le Prix d'honneur de l'Inserm.

## Distinctions
- 2011 : Prix d'honneur de l'Inserm

## Décorations
- Officier de la Légion d'honneur (2013[5], chevalier 1999)[6]
- Officier de l'Ordre national du Mérite (1995, chevalier 1987[7])